# Île l'Aumône
Pour les articles homonymes, voir Aumône (homonymie).
L’île l'Aumône est une île de la Seine, longue de deux kilomètres environ, située dans les Yvelines entre Mantes-la-Jolie et Limay, en aval de l’île aux Dames voisine. Elle est rattachée administrativement à la commune de Mantes-la-Jolie.

## Pont
Cette île n’est pas reliée directement aux rives de la Seine. Elle est accessible par un pont qui la relie à l’île aux Dames, elle-même reliée à Mantes-la-Jolie et à Limay par le Pont Neuf de Mantes.

## Occupation

### Parc des expositions
Sa partie amont est en partie urbanisée et occupée sur 8 ha par le parc des expositions de Mantes-la-Jolie.

### Réserve ornithologique
Sa partie aval, restée à l’état naturel, accueille depuis 1997 une réserve ornithologique sur 27 ha. L’entretien de cette partie de l’île est assuré par le pacage d’animaux en liberté : chevaux camarguais et vaches écossaises highland. Un étang d’un hectare et demi a également été creusé pour favoriser le gîte des oiseaux aquatiques. Cette réserve ouverte au public se compose de plusieurs milieux naturels : les prairies, les zones humides, les friches et les haies champêtres, ainsi que la ripisylve. La pêche, la chasse et la circulation de tout véhicule y est interdite. On peut y observer, entre autres le bruant des roseaux, la locustelle tachetée, la rousserolle effarvatte ou la rousserolle verderolle. Cet espace fait partie du site Natura 2000 FR1112012- Boucles de Moisson, de Guernes et de Rosny, créé le 25 avril 2006. Il a fait l'objet d'un classement comme réserve naturelle volontaire à partir de février 2002 jusqu'à la fin des années 2000.